# Temporada da NFL de 2015
A Temporada de 2015 da NFL foi a 96ª temporada regular da National Football League, a principal liga profissional de futebol americano dos Estados Unidos. Começou em 10 de setembro de 2015, com o jogo de abertura entre o campeão da temporada anterior, o New England Patriots, e o Pittsburgh Steelers. O campeonato terminou no Super Bowl 50, a grande final, em 7 de fevereiro de 2016, no Levi's Stadium, em Santa Clara, na Califórnia com a vitória dos Denver Broncos.

## Mudanças nas regras
Em 25 de março de 2015, após uma reunião com os donos dos times, foi acertada as seguintes mudanças nas regras para a temporada de 2015 da NFL:
- É permitido a um médico pedir um tempo para oferecer assistência a um jogador em campo que pareça estar desorientado ou com sintomas de concussão. Este tempo não é o mesmo a qual o time tem direito a pedir (são três), e pode ser feito até mesmo dentro do two-minute warning (a pausa quando o cronômetro chega a dois minutos no fim de cada tempo). Neste tempo pedido pelo médico a única substituição permitida é do jogador machucado (com o time oposto também recebe o direito de fazer uma alteração).
- Um recebedor que se declara inelegível para receber um passe não pode mais se posicionar no slot (local entre o último homem da linha ofensiva e o recebedor no canto extremo); jogadores inelegíveis agora devem se alinhar entre os tackles. Esta mudança aconteceu em resposta ao uso desta formação repetidas vezes pelo New England Patriots contra o Baltimore Ravens nos playoffs de 2014.
- Estendida restrições a bloqueios peel-back (quando um jogador ofensivo bloqueia um defensor, pelos lados ou por trás, que está correndo para a própria endzone).
- Estendida as definições do que é um "recebedor indefeso" para incluir recebedores que estão no ar saltando antes e durante uma interceptação.
- Jogadores de ataque que atacam defensores que já estão sendo bloqueados acima da linha da cintura agora é uma falta de 15 jardas.
- Empurrar colegas de time na linha de scrimmage durante punts e field goals é ilegal.
- Estender as circunstâncias de replays automáticos para incluir se tempo perdido, por qualquer motivo, deveria ser recolocado no relógio de duração do jogo ao fim de cada período.
- Linebackers agora podem usar os números 40 a 49.
- A regra do processo de fazer uma recepção enquanto o atleta está caindo no chão foi ajustada. Um recebedor terá feito uma recepção se "claramente se estabelecesse como corredor" em posse da bola, antes de cair no chão. Anteriormente um recebedor tinha que fazer um "football move".[4]

As seguintes alterações nas regras de extra point (ponto extra) foram feitas para 2015, aprovada pelos donos dos times da liga em 19 de maio de 2015:
- A linha de scrimmage para o ponto extra agora fica na linha de 15 jardas, ao invés da linha de duas. Conversão de dois pontos permaneceria na linha de duas jardas.
- Jogadores de defesa podem retornar turnovers durante as conversões de dois pontos ou em pontos extras bloqueados, e levar a bola até sua própria end zone, anotando assim dois pontos. Além disso, o safety (pontuação) também pode ser marcado se a defesa toma posse da bola e sofrer um fumble fora da sua própria end zone.[6]

As seguintes mudanças ao protocolo das bolas usadas nas partidas foram feitas para a temporada de 2015.
- Haverá novos testes, supervisão e segurança a respeito das bolas usadas. Em jogos variados, os juízes devem medir a pressão dentro das 24 bolas no intervalo. Dois juízes, ao invés de apenas o árbitro principal, devem medir o grau de inflação das bolas antes de cada jogo. Esta medida foi tomada como uma resposta ao "deflategate", um caso onde o New England Patriots desinflou propositalmente as bolas, de forma irregular, para ganhar vantagem sobre os adversários.

Uma outra regra foi aprovada durante a intertemporada, permitindo que ambos os times usassem suas cores principais nas camisetas durante o Thursday Night Football.

## Classificação
V = Vitórias, D = Derrotas, E = Empates, PCT = porcentagem de vitórias, PF= Pontos feitos, PS = Pontos sofridos
Classificados para os playoffs estão marcados em verde.
| AFC Leste            |    |    |   |       |     |     |
| Time                 | V  | D  | E | PCT   | PF  | PS  |
| New England Patriots | 12 | 4  | 0 | 75%   | 465 | 315 |
| New York Jets        | 10 | 6  | 0 | 62,5% | 387 | 314 |
| Buffalo Bills        | 8  | 8  | 0 | 50%   | 379 | 359 |
| Miami Dolphins       | 6  | 10 | 0 | 37,5% | 310 | 389 |
| AFC Norte            |    |    |   |       |     |     |
| Time                 | V  | D  | E | PCT   | PF  | PS  |
| Cincinnati Bengals   | 12 | 4  | 0 | 75%   | 419 | 279 |
| Pittsburgh Steelers  | 10 | 6  | 0 | 62,5% | 423 | 319 |
| Baltimore Ravens     | 5  | 11 | 0 | 31,3% | 328 | 401 |
| Cleveland Browns     | 3  | 13 | 0 | 18,8% | 278 | 432 |
| AFC Sul              |    |    |   |       |     |     |
| Time                 | V  | D  | E | PCT   | PF  | PS  |
| Houston Texans       | 9  | 7  | 0 | 56,3% | 339 | 313 |
| Indianapolis Colts   | 8  | 8  | 0 | 50%   | 333 | 408 |
| Jacksonville Jaguars | 5  | 11 | 0 | 31,3% | 376 | 448 |
| Tennessee Titans     | 3  | 13 | 0 | 18,8% | 299 | 423 |
| AFC Oeste            |    |    |   |       |     |     |
| Time                 | V  | D  | E | PCT   | PF  | PS  |
| Denver Broncos       | 12 | 4  | 0 | 75%   | 355 | 296 |
| Kansas City Chiefs   | 11 | 5  | 0 | 68,8% | 405 | 287 |
| Oakland Raiders      | 7  | 9  | 0 | 43,8% | 359 | 399 |
| San Diego Chargers   | 4  | 12 | 0 | 25%   | 320 | 398 |

| NFC Leste            |    |    |   |       |     |     |
| Time                 | V  | D  | E | PCT   | PF  | PS  |
| Washington Redskins  | 9  | 7  | 0 | 56,3% | 388 | 379 |
| Philadelphia Eagles  | 7  | 9  | 0 | 43,8% | 377 | 430 |
| New York Giants      | 6  | 10 | 0 | 37,5% | 420 | 442 |
| Dallas Cowboys       | 4  | 12 | 0 | 25%   | 275 | 374 |
| NFC Norte            |    |    |   |       |     |     |
| Time                 | V  | D  | E | PCT   | PF  | PS  |
| Minnesota Vikings    | 11 | 5  | 0 | 68,8% | 365 | 302 |
| Green Bay Packers    | 10 | 6  | 0 | 62,5% | 368 | 323 |
| Detroit Lions        | 7  | 9  | 0 | 43,8% | 358 | 400 |
| Chicago Bears        | 6  | 10 | 0 | 37,5% | 335 | 397 |
| NFC Sul              |    |    |   |       |     |     |
| Time                 | V  | D  | E | PCT   | PF  | PS  |
| Carolina Panthers    | 15 | 1  | 0 | 93,8% | 500 | 308 |
| Atlanta Falcons      | 8  | 8  | 0 | 50%   | 339 | 345 |
| New Orleans Saints   | 7  | 9  | 0 | 43,8% | 408 | 476 |
| Tampa Bay Buccaneers | 6  | 10 | 0 | 37,5% | 342 | 417 |
| NFC Oeste            |    |    |   |       |     |     |
| Time                 | V  | D  | E | PCT   | PF  | PS  |
| Arizona Cardinals    | 13 | 3  | 0 | 81,3% | 489 | 313 |
| Seattle Seahawks     | 10 | 6  | 0 | 62,5% | 423 | 277 |
| St. Louis Rams       | 7  | 9  | 0 | 43,8% | 280 | 330 |
| San Francisco 49ers  | 5  | 11 | 0 | 31,3% | 238 | 387 |

## Jogos da temporada regular
| Semana 1               |        |                      |        |                                     |
| Time visitante         | Pontos | Time da casa         | Pontos | Local do jogo                       |
| 10 de setembro de 2015 |        |                      |        |                                     |
| Pittsburgh Steelers    | 21     | New England Patriots | 28     | Gillette Stadium                    |
| 13 de setembro de 2015 |        |                      |        |                                     |
| Green Bay Packers      | 31     | Chicago Bears        | 23     | Soldier Field                       |
| Kansas City Chiefs     | 27     | Houston Texans       | 20     | NRG Stadium                         |
| Cleveland Browns       | 10     | New York Jets        | 31     | MetLife Stadium                     |
| Indianapolis Colts     | 14     | Buffalo Bills        | 27     | Ralph Wilson Stadium                |
| Miami Dolphins         | 17     | Washington Redskins  | 10     | FedEx Field                         |
| Carolina Panthers      | 20     | Jacksonville Jaguars | 9      | EverBank Field                      |
| Seattle Seahawks       | 31     | St. Louis Rams       | 34     | Edward Jones Dome                   |
| New Orleans Saints     | 19     | Arizona Cardinals    | 31     | University of Phoenix Stadium       |
| Detroit Lions          | 28     | San Diego Chargers   | 33     | Qualcomm Stadium                    |
| Tennessee Titans       | 42     | Tampa Bay Buccaneers | 14     | Raymond James Stadium               |
| Cincinnati Bengals     | 33     | Oakland Raiders      | 13     | O.co Coliseum                       |
| Baltimore Ravens       | 13     | Denver Broncos       | 19     | Sports Authority Field at Mile High |
| New York Giants        | 26     | Dallas Cowboys       | 27     | AT&T Stadium                        |
| 14 de setembro de 2015 |        |                      |        |                                     |
| Philadelphia Eagles    | 24     | Atlanta Falcons      | 26     | Georgia Dome                        |
| Minnesota Vikings      | 3      | San Francisco 49ers  | 20     | Levi's Stadium                      |

| Semana 2               |        |                      |        |                         |
| Time visitante         | Pontos | Time da casa         | Pontos | Local do jogo           |
| 17 de setembro de 2015 |        |                      |        |                         |
| Denver Broncos         | 31     | Kansas City Chiefs   | 24     | Arrowhead Stadium       |
| 20 de setembro de 2015 |        |                      |        |                         |
| New England Patriots   | 40     | Buffalo Bills        | 32     | Ralph Wilson Stadium    |
| Houston Texans         | 17     | Carolina Panthers    | 24     | Bank of America Stadium |
| Arizona Cardinals      | 48     | Chicago Bears        | 23     | Soldier Field           |
| San Diego Chargers     | 19     | Cincinnati Bengals   | 24     | Paul Brown Stadium      |
| Tennessee Titans       | 14     | Cleveland Browns     | 28     | FirstEnergy Stadium     |
| Detroit Lions          | 16     | Minnesota Vikings    | 26     | TCF Bank Stadium        |
| Tampa Bay Buccaneers   | 26     | New Orleans Saints   | 19     | Mercedes-Benz Superdome |
| Atlanta Falcons        | 24     | New York Giants      | 20     | MetLife Stadium         |
| San Francisco 49ers    | 18     | Pittsburgh Steelers  | 43     | Heinz Field             |
| St. Louis Rams         | 10     | Washington Redskins  | 24     | FedEx Field             |
| Miami Dolphins         | 20     | Jacksonville Jaguars | 23     | EverBank Field          |
| Baltimore Ravens       | 33     | Oakland Raiders      | 37     | O.co Coliseum           |
| Dallas Cowboys         | 20     | Philadelphia Eagles  | 10     | Lincoln Financial Field |
| Seattle Seahawks       | 17     | Green Bay Packers    | 27     | Lambeau Field           |
| 21 de setembro de 2015 |        |                      |        |                         |
| New York Jets          | 20     | Indianapolis Colts   | 7      | Lucas Oil Stadium       |

| Semana 3               |        |                      |        |                               |
| Time visitante         | Pontos | Time da casa         | Pontos | Local do jogo                 |
| 24 de setembro de 2015 |        |                      |        |                               |
| Washington Redskins    | 21     | New York Giants      | 32     | MetLife Stadium               |
| 27 de setembro de 2015 |        |                      |        |                               |
| Atlanta Falcons        | 39     | Dallas Cowboys       | 28     | AT&T Stadium                  |
| Indianapolis Colts     | 35     | Tennessee Titans     | 33     | Nissan Stadium                |
| Oakland Raiders        | 27     | Cleveland Browns     | 20     | FirstEnergy Stadium           |
| Cincinnati Bengals     | 28     | Baltimore Ravens     | 24     | M&T Bank Stadium              |
| Jacksonville Jaguars   | 17     | New England Patriots | 51     | Gillette Stadium              |
| New Orleans Saints     | 22     | Carolina Panthers    | 27     | Bank of America Stadium       |
| Philadelphia Eagles    | 24     | New York Jets        | 17     | MetLife Stadium               |
| Tampa Bay Buccaneers   | 9      | Houston Texans       | 19     | NRG Stadium                   |
| San Diego Chargers     | 14     | Minnesota Vikings    | 31     | TCF Bank Stadium              |
| Pittsburgh Steelers    | 12     | St. Louis Rams       | 6      | Edward Jones Dome             |
| San Francisco 49ers    | 7      | Arizona Cardinals    | 47     | University of Phoenix Stadium |
| Buffalo Bills          | 41     | Miami Dolphins       | 14     | Sun Life Stadium              |
| Chicago Bears          | 0      | Seattle Seahawks     | 26     | CenturyLink Field             |
| Denver Broncos         | 24     | Detroit Lions        | 12     | Ford Field                    |
| 28 de setembro de 2015 |        |                      |        |                               |
| Kansas City Chiefs     | 28     | Green Bay Packers    | 38     | Lambeau Field                 |

| Semana 4                      |        |                      |        |                                     |
| Time visitante                | Pontos | Time da casa         | Pontos | Local do jogo                       |
| 1 de outubro de 2015          |        |                      |        |                                     |
| Baltimore Ravens              | 23     | Pittsburgh Steelers  | 20     | Heinz Field                         |
| 4 de outubro de 2015          |        |                      |        |                                     |
| New York Jets                 | 27     | Miami Dolphins       | 14     | Estádio de Wembley                  |
| Jacksonville Jaguars          | 13     | Indianapolis Colts   | 16     | Lucas Oil Stadium                   |
| New York Giants               | 24     | Buffalo Bills        | 10     | Ralph Wilson Stadium                |
| Carolina Panthers             | 37     | Tampa Bay Buccaneers | 23     | Raymond James Stadium               |
| Philadelphia Eagles           | 20     | Washington Redskins  | 23     | FedEx Field                         |
| Oakland Raiders               | 20     | Chicago Bears        | 22     | Soldier Field                       |
| Houston Texans                | 21     | Atlanta Falcons      | 48     | Georgia Dome                        |
| Kansas City Chiefs            | 21     | Cincinnati Bengals   | 36     | Paul Brown Stadium                  |
| Cleveland Browns              | 27     | San Diego Chargers   | 30     | Qualcomm Stadium                    |
| Green Bay Packers             | 17     | San Francisco 49ers  | 3      | Levi's Stadium                      |
| St. Louis Rams                | 24     | Arizona Cardinals    | 22     | University of Phoenix Stadium       |
| Minnesota Vikings             | 20     | Denver Broncos       | 23     | Sports Authority Field at Mile High |
| Dallas Cowboys                | 20     | New Orleans Saints   | 26     | Mercedes-Benz Superdome             |
| 5 de outubro de 2015          |        |                      |        |                                     |
| Detroit Lions                 | 10     | Seattle Seahawks     | 13     | CenturyLink Field                   |
| Não jogaram: Patriots, Titans |        |                      |        |                                     |

| Semana 5                                       |        |                      |        |                         |
| Time visitante                                 | Pontos | Time da casa         | Pontos | Local do jogo           |
| 8 de outubro de 2015                           |        |                      |        |                         |
| Indianapolis Colts                             | 27     | Houston Texans       | 20     | NRG Stadium             |
| 11 de outubro de 2015                          |        |                      |        |                         |
| Chicago Bears                                  | 18     | Kansas City Chiefs   | 17     | Arrowhead Stadium       |
| Seattle Seahawks                               | 24     | Cincinnati Bengals   | 27     | Paul Brown Stadium      |
| Washington Redskins                            | 19     | Atlanta Falcons      | 25     | Georgia Dome            |
| Jacksonville Jaguars                           | 31     | Tampa Bay Buccaneers | 38     | Raymond James Stadium   |
| New Orleans Saints                             | 17     | Philadelphia Eagles  | 39     | Lincoln Financial Field |
| Cleveland Browns                               | 33     | Baltimore Ravens     | 30     | M&T Bank Stadium        |
| St. Louis Rams                                 | 10     | Green Bay Packers    | 24     | Lambeau Field           |
| Buffalo Bills                                  | 14     | Tennessee Titans     | 13     | Nissan Stadium          |
| Arizona Cardinals                              | 42     | Detroit Lions        | 17     | Ford Field              |
| New England Patriots                           | 30     | Dallas Cowboys       | 6      | AT&T Stadium            |
| Denver Broncos                                 | 16     | Oakland Raiders      | 10     | O.co Coliseum           |
| San Francisco 49ers                            | 27     | New York Giants      | 30     | MetLife Stadium         |
| 12 de outubro de 2015                          |        |                      |        |                         |
| Pittsburgh Steelers                            | 24     | San Diego Chargers   | 20     | Qualcomm Stadium        |
| Não jogaram: Panthers, Dolphins, Vikings, Jets |        |                      |        |                         |

| Semana 6                                        |        |                      |        |                         |
| Time visitante                                  | Pontos | Time da casa         | Pontos | Local do jogo           |
| 15 de outubro de 2015                           |        |                      |        |                         |
| Atlanta Falcons                                 | 21     | New Orleans Saints   | 31     | Mercedes-Benz Superdome |
| 18 de outubro de 2015                           |        |                      |        |                         |
| Washington Redskins                             | 20     | New York Jets        | 34     | MetLife Stadium         |
| Arizona Cardinals                               | 13     | Pittsburgh Steelers  | 25     | Heinz Field             |
| Kansas City Chiefs                              | 10     | Minnesota Vikings    | 16     | TCF Bank Stadium        |
| Cincinnati Bengals                              | 34     | Buffalo Bills        | 21     | Ralph Wilson Stadium    |
| Chicago Bears                                   | 34     | Detroit Lions        | 37     | Ford Field              |
| Denver Broncos                                  | 26     | Cleveland Browns     | 23     | FirstEnergy Stadium     |
| Tennessee Titans                                | 31     | Jacksonville Jaguars | 20     | EverBank Field          |
| Miami Dolphins                                  | 38     | Tennessee Titans     | 10     | Nissan Stadium          |
| Carolina Panthers                               | 27     | Seattle Seahawks     | 23     | CenturyLink Field       |
| San Diego Chargers                              | 20     | Green Bay Packers    | 27     | Lambeau Field           |
| Baltimore Ravens                                | 20     | San Francisco 49ers  | 25     | Levi's Stadium          |
| New England Patriots                            | 34     | Indianapolis Colts   | 27     | Lucas Oil Stadium       |
| 19 de outubro de 2015                           |        |                      |        |                         |
| New York Giants                                 | 7      | Philadelphia Eagles  | 27     | Lincoln Financial Field |
| Não jogaram: Cowboys, Raiders, Rams, Buccaneers |        |                      |        |                         |

| Semana 7                                      |        |                      |        |                               |
| Time visitante                                | Pontos | Time da casa         | Pontos | Local do jogo                 |
| 22 de outubro de 2015                         |        |                      |        |                               |
| Seattle Seahawks                              | 20     | San Francisco 49ers  | 3      | Levi's Stadium                |
| 25 de outubro de 2015                         |        |                      |        |                               |
| Buffalo Bills                                 | 31     | Jacksonville Jaguars | 34     | Estádio de Wembley            |
| Tampa Bay Buccaneers                          | 30     | Washington Redskins  | 31     | FedEx Field                   |
| Atlanta Falcons                               | 10     | Tennessee Titans     | 7      | Nissan Stadium                |
| New Orleans Saints                            | 27     | Indianapolis Colts   | 21     | Lucas Oil Stadium             |
| Minnesota Vikings                             | 28     | Detroit Lions        | 19     | Ford Field                    |
| Pittsburgh Steelers                           | 13     | Kansas City Chiefs   | 23     | Arrowhead Stadium             |
| Cleveland Browns                              | 6      | St. Louis Rams       | 24     | Edward Jones Dome             |
| Houston Texans                                | 26     | Miami Dolphins       | 44     | Sun Life Stadium              |
| New York Jets                                 | 23     | New England Patriots | 30     | Gillette Stadium              |
| Oakland Raiders                               | 37     | San Diego Chargers   | 29     | Qualcomm Stadium              |
| Dallas Cowboys                                | 20     | New York Giants      | 27     | MetLife Stadium               |
| Philadelphia Eagles                           | 16     | Carolina Panthers    | 27     | Bank of America Stadium       |
| 26 de outubro de 2015                         |        |                      |        |                               |
| Baltimore Ravens                              | 18     | Arizona Cardinals    | 26     | University of Phoenix Stadium |
| Não jogaram: Bears, Bengals, Broncos, Packers |        |                      |        |                               |

| Semana 8                                      |        |                      |        |                                     |
| Time visitante                                | Pontos | Time da casa         | Pontos | Local do jogo                       |
| 29 de outubro de 2015                         |        |                      |        |                                     |
| Miami Dolphins                                | 7      | New England Patriots | 36     | Gillette Stadium                    |
| 1 de novembro de 2015                         |        |                      |        |                                     |
| Detroit Lions                                 | 10     | Kansas City Chiefs   | 45     | Estádio de Wembley                  |
| Tampa Bay Buccaneers                          | 23     | Atlanta Falcons      | 20     | Georgia Dome                        |
| Arizona Cardinals                             | 34     | Cleveland Browns     | 20     | FirstEnergy Stadium                 |
| San Francisco 49ers                           | 6      | St. Louis Rams       | 27     | Edward Jones Dome                   |
| New York Giants                               | 49     | New Orleans Saints   | 52     | Mercedes-Benz Superdome             |
| Minnesota Vikings                             | 23     | Chicago Bears        | 20     | Soldier Field                       |
| San Diego Chargers                            | 26     | Baltimore Ravens     | 29     | M&T Bank Stadium                    |
| Cincinnati Bengals                            | 16     | Pittsburgh Steelers  | 10     | Heinz Field                         |
| Tennessee Titans                              | 6      | Houston Texans       | 20     | NRG Stadium                         |
| New York Jets                                 | 20     | Oakland Raiders      | 34     | O.co Coliseum                       |
| Seattle Seahawks                              | 13     | Dallas Cowboys       | 12     | AT&T Stadium                        |
| Green Bay Packers                             | 10     | Denver Broncos       | 29     | Sports Authority Field at Mile High |
| 2 de novembro de 2015                         |        |                      |        |                                     |
| Indianapolis Colts                            | 26     | Carolina Panthers    | 29     | Bank of America Stadium             |
| Não jogaram: Bills, Jaguars, Eagles, Redskins |        |                      |        |                                     |

| Semana 9                                                        |        |                      |        |                         |
| Time visitante                                                  | Pontos | Time da casa         | Pontos | Local do jogo           |
| 5 de novembro de 2015                                           |        |                      |        |                         |
| Cleveland Browns                                                | 10     | Cincinnati Bengals   | 31     | Paul Brown Stadium      |
| 8 de novembro de 2015                                           |        |                      |        |                         |
| Green Bay Packers                                               | 29     | Carolina Panthers    | 37     | Bank of America Stadium |
| Washington Redskins                                             | 10     | New England Patriots | 27     | Gillette Stadium        |
| Tennessee Titans                                                | 34     | New Orleans Saints   | 28     | Mercedes-Benz Superdome |
| Miami Dolphins                                                  | 17     | Buffalo Bills        | 33     | Ralph Wilson Stadium    |
| St. Louis Rams                                                  | 18     | Minnesota Vikings    | 21     | TCF Bank Stadium        |
| Jacksonville Jaguars                                            | 23     | New York Jets        | 28     | MetLife Stadium         |
| Oakland Raiders                                                 | 35     | Pittsburgh Steelers  | 38     | Heinz Field             |
| New York Giants                                                 | 32     | Tampa Bay Buccaneers | 18     | Raymond James Stadium   |
| Atlanta Falcons                                                 | 16     | San Francisco 49ers  | 17     | Levi's Stadium          |
| Denver Broncos                                                  | 24     | Indianapolis Colts   | 27     | Lucas Oil Stadium       |
| Philadelphia Eagles                                             | 33     | Dallas Cowboys       | 27     | AT&T Stadium            |
| 9 de novembro de 2015                                           |        |                      |        |                         |
| Chicago Bears                                                   | 22     | San Diego Chargers   | 19     | Qualcomm Stadium        |
| Não jogaram: Cardinals, Ravens, Lions, Texans, Chiefs, Seahawks |        |                      |        |                         |

| Semana 10                                    |        |                      |        |                                     |
| Time visitante                               | Pontos | Time da casa         | Pontos | Local do jogo                       |
| 12 de novembro de 2015                       |        |                      |        |                                     |
| Buffalo Bills                                | 22     | New York Jets        | 17     | MetLife Stadium                     |
| 15 de novembro de 2015                       |        |                      |        |                                     |
| Detroit Lions                                | 18     | Green Bay Packers    | 16     | Lambeau Field                       |
| Dallas Cowboys                               | 6      | Tampa Bay Buccaneers | 10     | Raymond James Stadium               |
| Carolina Panthers                            | 27     | Tennessee Titans     | 10     | Nissan Stadium                      |
| Chicago Bears                                | 37     | St. Louis Rams       | 13     | Edward Jones Dome                   |
| New Orleans Saints                           | 14     | Washington Redskins  | 47     | FedEx Field                         |
| Miami Dolphins                               | 20     | Philadelphia Eagles  | 19     | Lincoln Financial Field             |
| Cleveland Browns                             | 9      | Pittsburgh Steelers  | 30     | Heinz Field                         |
| Jacksonville Jaguars                         | 22     | Baltimore Ravens     | 20     | M&T Bank Stadium                    |
| Minnesota Vikings                            | 30     | Oakland Raiders      | 14     | O.co Coliseum                       |
| New England Patriots                         | 27     | New York Giants      | 26     | MetLife Stadium                     |
| Kansas City Chiefs                           | 29     | Denver Broncos       | 13     | Sports Authority Field at Mile High |
| Arizona Cardinals                            | 39     | Seattle Seahawks     | 32     | CenturyLink Field                   |
| 16 de novembro de 2015                       |        |                      |        |                                     |
| Houston Texans                               | 10     | Cincinnati Bengals   | 6      | Paul Brown Stadium                  |
| Não jogaram: Falcons, Colts, Chargers, 49ers |        |                      |        |                                     |

| Semana 11                                     |        |                      |        |                               |
| Time visitante                                | Pontos | Time da casa         | Pontos | Local do jogo                 |
| 19 de novembro de 2015                        |        |                      |        |                               |
| Tennessee Titans                              | 13     | Jacksonville Jaguars | 19     | EverBank Field                |
| 22 de novembro de 2015                        |        |                      |        |                               |
| Oakland Raiders                               | 13     | Detroit Lions        | 18     | Ford Field                    |
| Indianapolis Colts                            | 24     | Atlanta Falcons      | 21     | Georgia Dome                  |
| St. Louis Rams                                | 13     | Baltimore Ravens     | 16     | M&T Bank Stadium              |
| Tampa Bay Buccaneers                          | 45     | Philadelphia Eagles  | 17     | Lincoln Financial Field       |
| Denver Broncos                                | 17     | Chicago Bears        | 15     | Soldier Field                 |
| New York Jets                                 | 17     | Houston Texans       | 24     | NRG Stadium                   |
| Washington Redskins                           | 16     | Carolina Panthers    | 44     | Bank of America Stadium       |
| Dallas Cowboys                                | 24     | Miami Dolphins       | 14     | Sun Life Stadium              |
| Kansas City Chiefs                            | 33     | San Diego Chargers   | 3      | Qualcomm Stadium              |
| Green Bay Packers                             | 30     | Minnesota Vikings    | 13     | TCF Bank Stadium              |
| San Francisco 49ers                           | 13     | Seattle Seahawks     | 29     | CenturyLink Field             |
| Cincinnati Bengals                            | 31     | Arizona Cardinals    | 34     | University of Phoenix Stadium |
| 23 de novembro de 2015                        |        |                      |        |                               |
| Buffalo Bills                                 | 13     | New England Patriots | 20     | Gillette Stadium              |
| Não jogaram: Browns, Saints, Giants, Steelers |        |                      |        |                               |

| Semana 12              |        |                      |        |                                     |
| Time visitante         | Pontos | Time da casa         | Pontos | Local do jogo                       |
| 26 de novembro de 2015 |        |                      |        |                                     |
| Philadelphia Eagles    | 14     | Detroit Lions        | 45     | Ford Field                          |
| Carolina Panthers      | 33     | Dallas Cowboys       | 14     | AT&T Stadium                        |
| Chicago Bears          | 17     | Green Bay Packers    | 13     | Lambeau Field                       |
| 29 de novembro de 2015 |        |                      |        |                                     |
| New Orleans Saints     | 6      | Houston Texans       | 24     | NRG Stadium                         |
| St. Louis Rams         | 7      | Cincinnati Bengals   | 31     | Paul Brown Stadium                  |
| Minnesota Vikings      | 20     | Atlanta Falcons      | 10     | Georgia Dome                        |
| New York Giants        | 14     | Washington Redskins  | 20     | FedEx Field                         |
| Tampa Bay Buccaneers   | 12     | Indianapolis Colts   | 25     | Lucas Oil Stadium                   |
| Buffalo Bills          | 22     | Kansas City Chiefs   | 30     | Arrowhead Stadium                   |
| Oakland Raiders        | 24     | Tennessee Titans     | 21     | Nissan Stadium                      |
| San Diego Chargers     | 31     | Jacksonville Jaguars | 25     | EverBank Field                      |
| Miami Dolphins         | 20     | New York Jets        | 38     | MetLife Stadium                     |
| Arizona Cardinals      | 19     | San Francisco 49ers  | 13     | Levi's Stadium                      |
| Pittsburgh Steelers    | 30     | Seattle Seahawks     | 39     | CenturyLink Field                   |
| New England Patriots   | 24     | Denver Broncos       | 30     | Sports Authority Field at Mile High |
| 30 de novembro de 2015 |        |                      |        |                                     |
| Baltimore Ravens       | 33     | Cleveland Browns     | 27     | FirstEnergy Stadium                 |

| Semana 13             |        |                      |        |                              |
| Time visitante        | Pontos | Time da casa         | Pontos | Local do jogo                |
| 3 de dezembro de 2015 |        |                      |        |                              |
| Green Bay Packers     | 27     | Detroit Lions        | 23     | Ford Field                   |
| 6 de dezembro de 2015 |        |                      |        |                              |
| New York Jets         | 23     | New York Giants      | 20     | MetLife Stadium              |
| Arizona Cardinals     | 27     | St. Louis Rams       | 3      | Edward Jones Dome            |
| Atlanta Falcons       | 19     | Tampa Bay Buccaneers | 23     | Raymond James Stadium        |
| Seattle Seahawks      | 38     | Minnesota Vikings    | 7      | Hubert H. Humphrey Metrodome |
| San Francisco 49ers   | 26     | Chicago Bears        | 20     | Soldier Field                |
| Jacksonville Jaguars  | 39     | Tennessee Titans     | 42     | Nissan Stadium               |
| Houston Texans        | 21     | Buffalo Bills        | 30     | Ralph Wilson Stadium         |
| Baltimore Ravens      | 13     | Miami Dolphins       | 15     | Sun Life Stadium             |
| Cincinnati Bengals    | 37     | Cleveland Browns     | 3      | FirstEnergy Stadium          |
| Kansas City Chiefs    | 34     | Oakland Raiders      | 20     | O.co Coliseum                |
| Denver Broncos        | 17     | San Diego Chargers   | 3      | Qualcomm Stadium             |
| Philadelphia Eagles   | 35     | New England Patriots | 28     | Gillette Stadium             |
| Carolina Panthers     | 41     | New Orleans Saints   | 38     | Mercedes-Benz Superdome      |
| Indianapolis Colts    | 10     | Pittsburgh Steelers  | 45     | Heinz Field                  |
| 7 de dezembro de 2015 |        |                      |        |                              |
| Dallas Cowboys        | 19     | Washington Redskins  | 16     | FedEx Field                  |

| Semana 14              |        |                      |        |                                     |
| Time visitante         | Pontos | Time da casa         | Pontos | Local do jogo                       |
| 10 de dezembro de 2015 |        |                      |        |                                     |
| Minnesota Vikings      | 20     | Arizona Cardinals    | 23     | University of Phoenix Stadium       |
| 13 de dezembro de 2015 |        |                      |        |                                     |
| Buffalo Bills          | 20     | Philadelphia Eagles  | 23     | Lincoln Financial Field             |
| Seattle Seahawks       | 35     | Baltimore Ravens     | 6      | M&T Bank Stadium                    |
| San Francisco 49ers    | 10     | Cleveland Browns     | 24     | FirstEnergy Stadium                 |
| Detroit Lions          | 14     | St. Louis Rams       | 21     | Edward Jones Dome                   |
| Tennessee Titans       | 8      | New York Jets        | 30     | MetLife Stadium                     |
| Pittsburgh Steelers    | 33     | Cincinnati Bengals   | 20     | Paul Brown Stadium                  |
| Indianapolis Colts     | 16     | Jacksonville Jaguars | 51     | EverBank Field                      |
| San Diego Chargers     | 3      | Kansas City Chiefs   | 10     | Arrowhead Stadium                   |
| Washington Redskins    | 24     | Chicago Bears        | 21     | Soldier Field                       |
| Atlanta Falcons        | 00     | Carolina Panthers    | 38     | Bank of America Stadium             |
| New Orleans Saints     | 24     | Tampa Bay Buccaneers | 17     | Raymond James Stadium               |
| Oakland Raiders        | 15     | Denver Broncos       | 12     | Sports Authority Field at Mile High |
| Dallas Cowboys         | 7      | Green Bay Packers    | 28     | Lambeau Field                       |
| New England Patriots   | 27     | Houston Texans       | 6      | NRG Stadium                         |
| 14 de dezembro de 2015 |        |                      |        |                                     |
| New York Giants        | 31     | Miami Dolphins       | 24     | Sun Life Stadium                    |

| Semana 15              |        |                      |        |                              |
| Time visitante         | Pontos | Time da casa         | Pontos | Local do jogo                |
| 17 de dezembro de 2015 |        |                      |        |                              |
| Tampa Bay Buccaneers   | 23     | St. Louis Rams       | 31     | Edward Jones Dome            |
| 19 de dezembro de 2015 |        |                      |        |                              |
| New York Jets          | 19     | Dallas Cowboys       | 16     | AT&T Stadium                 |
| 20 de dezembro de 2015 |        |                      |        |                              |
| Carolina Panthers      | 38     | New York Giants      | 35     | MetLife Stadium              |
| Tennessee Titans       | 16     | New England Patriots | 33     | Gillette Stadium             |
| Buffalo Bills          | 25     | Washington Redskins  | 35     | FedEx Field                  |
| Kansas City Chiefs     | 34     | Baltimore Ravens     | 14     | M&T Bank Stadium             |
| Houston Texans         | 16     | Indianapolis Colts   | 10     | Lucas Oil Stadium            |
| Atlanta Falcons        | 23     | Jacksonville Jaguars | 17     | EverBank Field               |
| Chicago Bears          | 17     | Minnesota Vikings    | 38     | TCF Bank Stadium             |
| Green Bay Packers      | 30     | Oakland Raiders      | 20     | O.co Coliseum                |
| Cleveland Browns       | 17     | Minnesota Vikings    | 38     | Hubert H. Humphrey Metrodome |
| Cincinnati Bengals     | 24     | San Francisco 49ers  | 14     | Levi's Stadium               |
| Miami Dolphins         | 4      | San Diego Chargers   | 30     | Qualcomm Stadium             |
| Denver Broncos         | 27     | Pittsburgh Steelers  | 34     | Heinz Field                  |
| Arizona Cardinals      | 40     | Philadelphia Eagles  | 17     | Lincoln Financial Field      |
| 21 de dezembro de 2015 |        |                      |        |                              |
| Detroit Lions          | 35     | New Orleans Saints   | 27     | Mercedes-Benz Superdome      |

| Semana 16              |        |                      |        |                                     |
| Time visitante         | Pontos | Time da casa         | Pontos | Local do jogo                       |
| 24 de dezembro de 2015 |        |                      |        |                                     |
| San Diego Chargers     | 20     | Oakland Raiders      | 23     | O.co Coliseum                       |
| 26 de dezembro de 2015 |        |                      |        |                                     |
| Washington Redskins    | 38     | Philadelphia Eagles  | 24     | Lincoln Financial Field             |
| 27 de dezembro de 2015 |        |                      |        |                                     |
| San Francisco 49ers    | 17     | Detroit Lions        | 32     | Ford Field                          |
| Pittsburgh Steelers    | 17     | Baltimore Ravens     | 20     | M&T Bank Stadium                    |
| Dallas Cowboys         | 6      | Buffalo Bills        | 16     | Ralph Wilson Stadium                |
| Chicago Bears          | 26     | Tampa Bay Buccaneers | 21     | Raymond James Stadium               |
| Carolina Panthers      | 13     | Atlanta Falcons      | 20     | Georgia Dome                        |
| Indianapolis Colts     | 18     | Miami Dolphins       | 12     | Sun Life Stadium                    |
| New England Patriots   | 20     | New York Jets        | 26     | MetLife Stadium                     |
| Houston Texans         | 34     | Tennessee Titans     | 6      | Nissan Stadium                      |
| Cleveland Browns       | 13     | Kansas City Chiefs   | 17     | Arrowhead Stadium                   |
| Jacksonville Jaguars   | 27     | New Orleans Saints   | 38     | Mercedes-Benz Superdome             |
| Green Bay Packers      | 8      | Arizona Cardinals    | 38     | University of Phoenix Stadium       |
| St. Louis Rams         | 23     | Seattle Seahawks     | 17     | CenturyLink Field                   |
| New York Giants        | 17     | Minnesota Vikings    | 49     | Hubert H. Humphrey Metrodome        |
| 28 de dezembro de 2015 |        |                      |        |                                     |
| Cincinnati Bengals     | 17     | Denver Broncos       | 20     | Sports Authority Field at Mile High |

| Semana 17            |        |                     |        |                                     |
| Time visitante       | Pontos | Time da casa        | Pontos | Local do jogo                       |
| 3 de janeiro de 2016 |        |                     |        |                                     |
| New York Jets        | 17     | Buffalo Bills       | 22     | Ralph Wilson Stadium                |
| New England Patriots | 10     | Miami Dolphins      | 20     | Sun Life Stadium                    |
| New Orleans Saints   | 22     | Atlanta Falcons     | 17     | Georgia Dome                        |
| Detroit Lions        | 24     | Chicago Bears       | 20     | Soldier Field                       |
| Philadelphia Eagles  | 35     | New York Giants     | 30     | MetLife Stadium                     |
| Washington Redskins  | 34     | Dallas Cowboys      | 23     | AT&T Stadium                        |
| Tennessee Titans     | 24     | Indianapolis Colts  | 30     | Lucas Oil Stadium                   |
| Baltimore Ravens     | 16     | Cincinnati Bengals  | 24     | Paul Brown Stadium                  |
| Pittsburgh Steelers  | 28     | Cleveland Browns    | 12     | FirstEnergy Stadium                 |
| Jacksonville Jaguars | 6      | Houston Texans      | 30     | NRG Stadium                         |
| Oakland Raiders      | 17     | Kansas City Chiefs  | 23     | Arrowhead Stadium                   |
| San Diego Chargers   | 20     | Denver Broncos      | 27     | Sports Authority Field at Mile High |
| Tampa Bay Buccaneers | 10     | Carolina Panthers   | 38     | Bank of America Stadium             |
| Seattle Seahawks     | 36     | Arizona Cardinals   | 6      | University of Phoenix Stadium       |
| St. Louis Rams       | 16     | San Francisco 49ers | 19     | Levi's Stadium                      |
| Minnesota Vikings    | 20     | Green Bay Packers   | 13     | Lambeau Field                       |

## Pós-temporada
| Tabela dos Playoffs |                                                 |                                                |
| Posição             | AFC                                             | NFC                                            |
| 1                   | Denver Broncos (Vencedor da divisão West)       | Carolina Panthers (Vencedor da divisão South)  |
| 2                   | New England Patriots (Vencedor da divisão East) | Arizona Cardinals (Vencedor da divisão West)   |
| 3                   | Cincinnati Bengals (Vencedor da divisão North)  | Minnesota Vikings (Vencedor da divisão North)  |
| 4                   | Houston Texans (Vencedor da divisão South)      | Washington Redskins (Vencedor da divisão East) |
| 5                   | Kansas City Chiefs                              | Green Bay Packers                              |
| 6                   | Pittsburgh Steelers                             | Seattle Seahawks                               |

### Playoffs
|  |                                   |                                   |                                   |                |                |                                               |                                                     |                                               |                                         |                                         |                                         |                                                     |                                                     |                                                     |  |  |  |  |
|  | 10 de janeiro – FedEx Field       | 10 de janeiro – FedEx Field       | 10 de janeiro – FedEx Field       |                |                | 16 de janeiro – University of Phoenix Stadium | 16 de janeiro – University of Phoenix Stadium       | 16 de janeiro – University of Phoenix Stadium |                                         |                                         |                                         |                                                     |                                                     |                                                     |  |  |  |  |
|  | 10 de janeiro – FedEx Field       | 10 de janeiro – FedEx Field       | 10 de janeiro – FedEx Field       |                |                | 16 de janeiro – University of Phoenix Stadium | 16 de janeiro – University of Phoenix Stadium       | 16 de janeiro – University of Phoenix Stadium |                                         |                                         |                                         |                                                     |                                                     |                                                     |  |  |  |  |
|  | 10 de janeiro – FedEx Field       | 10 de janeiro – FedEx Field       | 10 de janeiro – FedEx Field       |                |                | 16 de janeiro – University of Phoenix Stadium | 16 de janeiro – University of Phoenix Stadium       | 16 de janeiro – University of Phoenix Stadium |                                         |                                         |                                         |                                                     |                                                     |                                                     |  |  |  |  |
|  | 10 de janeiro – FedEx Field       | 10 de janeiro – FedEx Field       | 10 de janeiro – FedEx Field       |                |                | 16 de janeiro – University of Phoenix Stadium | 16 de janeiro – University of Phoenix Stadium       | 16 de janeiro – University of Phoenix Stadium |                                         |                                         |                                         |                                                     |                                                     |                                                     |  |  |  |  |
|  | 5                                 | Green Bay                         | 35                                |                |                | 16 de janeiro – University of Phoenix Stadium | 16 de janeiro – University of Phoenix Stadium       | 16 de janeiro – University of Phoenix Stadium |                                         |                                         |                                         |                                                     |                                                     |                                                     |  |  |  |  |
|  | 5                                 | Green Bay                         | 35                                | 5              | Green Bay      | 20                                            |                                                     |                                               |                                         |                                         |                                         |                                                     |                                                     |                                                     |  |  |  |  |
|  | 4                                 | Washington                        | 18                                | 5              | Green Bay      | 20                                            |                                                     |                                               | 24 de janeiro – Bank of America Stadium | 24 de janeiro – Bank of America Stadium | 24 de janeiro – Bank of America Stadium |                                                     |                                                     |                                                     |  |  |  |  |
|  | 4                                 | Washington                        | 18                                | 2              | Arizona        | 26                                            |                                                     |                                               | 24 de janeiro – Bank of America Stadium | 24 de janeiro – Bank of America Stadium | 24 de janeiro – Bank of America Stadium |                                                     |                                                     |                                                     |  |  |  |  |
|  |                                   |                                   |                                   | 2              | Arizona        | 26                                            |                                                     |                                               | 24 de janeiro – Bank of America Stadium | 24 de janeiro – Bank of America Stadium | 24 de janeiro – Bank of America Stadium |                                                     |                                                     |                                                     |  |  |  |  |
|  | NFC                               |                                   |                                   |                |                |                                               |                                                     |                                               | 24 de janeiro – Bank of America Stadium | 24 de janeiro – Bank of America Stadium | 24 de janeiro – Bank of America Stadium |                                                     |                                                     |                                                     |  |  |  |  |
|  | 10 de janeiro – TCF Bank Stadium  | 10 de janeiro – TCF Bank Stadium  | 10 de janeiro – TCF Bank Stadium  | 2              | Arizona        | 15                                            |                                                     |                                               |                                         |                                         |                                         |                                                     |                                                     |                                                     |  |  |  |  |
|  | 10 de janeiro – TCF Bank Stadium  | 10 de janeiro – TCF Bank Stadium  | 10 de janeiro – TCF Bank Stadium  | 2              | Arizona        | 15                                            | 17 de janeiro – Bank of America Stadium             |                                               |                                         |                                         |                                         |                                                     |                                                     |                                                     |  |  |  |  |
|  | 10 de janeiro – TCF Bank Stadium  | 10 de janeiro – TCF Bank Stadium  | 10 de janeiro – TCF Bank Stadium  |                | 1              | Carolina                                      | 49                                                  |                                               |                                         |                                         |                                         |                                                     |                                                     |                                                     |  |  |  |  |
|  | 10 de janeiro – TCF Bank Stadium  | 10 de janeiro – TCF Bank Stadium  | 10 de janeiro – TCF Bank Stadium  |                | 1              | Carolina                                      | 49                                                  |                                               |                                         |                                         |                                         |                                                     |                                                     |                                                     |  |  |  |  |
|  | 6                                 | Seattle                           | 10                                | Campeão da NFC | Campeão da NFC | Campeão da NFC                                |                                                     |                                               |                                         |                                         |                                         |                                                     |                                                     |                                                     |  |  |  |  |
|  | 6                                 | Seattle                           | 10                                | Campeão da NFC | Campeão da NFC | Campeão da NFC                                | 6                                                   | Seattle                                       | 24                                      |                                         |                                         |                                                     |                                                     |                                                     |  |  |  |  |
|  | 3                                 | Minnesota                         | 9                                 | Campeão da NFC | Campeão da NFC | Campeão da NFC                                | 6                                                   | Seattle                                       | 24                                      |                                         |                                         | 7 de fevereiro – Levi's Stadium                     | 7 de fevereiro – Levi's Stadium                     | 7 de fevereiro – Levi's Stadium                     |  |  |  |  |
|  | 3                                 | Minnesota                         | 9                                 | Campeão da NFC | Campeão da NFC | Campeão da NFC                                | 1                                                   | Carolina                                      | 31                                      |                                         |                                         | 7 de fevereiro – Levi's Stadium                     | 7 de fevereiro – Levi's Stadium                     | 7 de fevereiro – Levi's Stadium                     |  |  |  |  |
|  | Playoffs de Wild Card             |                                   |                                   |                |                |                                               | 1                                                   | Carolina                                      | 31                                      |                                         |                                         | 7 de fevereiro – Levi's Stadium                     | 7 de fevereiro – Levi's Stadium                     | 7 de fevereiro – Levi's Stadium                     |  |  |  |  |
|  | Playoffs de Divisão               |                                   |                                   |                |                |                                               |                                                     |                                               |                                         |                                         |                                         | 7 de fevereiro – Levi's Stadium                     | 7 de fevereiro – Levi's Stadium                     | 7 de fevereiro – Levi's Stadium                     |  |  |  |  |
|  | 9 de janeiro – NRG Stadium        | 9 de janeiro – NRG Stadium        | 9 de janeiro – NRG Stadium        | 1              | Carolina       | 10                                            |                                                     |                                               |                                         |                                         |                                         |                                                     |                                                     |                                                     |  |  |  |  |
|  | 9 de janeiro – NRG Stadium        | 9 de janeiro – NRG Stadium        | 9 de janeiro – NRG Stadium        | 1              | Carolina       | 10                                            | 16 de janeiro – Gillette Stadium                    |                                               |                                         |                                         |                                         |                                                     |                                                     |                                                     |  |  |  |  |
|  | 9 de janeiro – NRG Stadium        | 9 de janeiro – NRG Stadium        | 9 de janeiro – NRG Stadium        |                | 1              | Denver                                        | 24                                                  |                                               |                                         |                                         |                                         |                                                     |                                                     |                                                     |  |  |  |  |
|  | 9 de janeiro – NRG Stadium        | 9 de janeiro – NRG Stadium        | 9 de janeiro – NRG Stadium        |                | 1              | Denver                                        | 24                                                  |                                               |                                         |                                         |                                         |                                                     |                                                     |                                                     |  |  |  |  |
|  | 5                                 | Kansas City                       | 30                                | Super Bowl 50  | Super Bowl 50  | Super Bowl 50                                 |                                                     |                                               |                                         |                                         |                                         |                                                     |                                                     |                                                     |  |  |  |  |
|  | 5                                 | Kansas City                       | 30                                | Super Bowl 50  | Super Bowl 50  | Super Bowl 50                                 | 5                                                   | Kansas City                                   | 20                                      |                                         |                                         |                                                     |                                                     |                                                     |  |  |  |  |
|  | 4                                 | Houston                           | 0                                 | Super Bowl 50  | Super Bowl 50  | Super Bowl 50                                 | 5                                                   | Kansas City                                   | 20                                      |                                         |                                         | 24 de janeiro – Sports Authority Field at Mile High | 24 de janeiro – Sports Authority Field at Mile High | 24 de janeiro – Sports Authority Field at Mile High |  |  |  |  |
|  | 4                                 | Houston                           | 0                                 | Super Bowl 50  | Super Bowl 50  | Super Bowl 50                                 | 2                                                   | New England                                   | 27                                      |                                         |                                         | 24 de janeiro – Sports Authority Field at Mile High | 24 de janeiro – Sports Authority Field at Mile High | 24 de janeiro – Sports Authority Field at Mile High |  |  |  |  |
|  |                                   |                                   |                                   |                |                |                                               | 2                                                   | New England                                   | 27                                      |                                         |                                         | 24 de janeiro – Sports Authority Field at Mile High | 24 de janeiro – Sports Authority Field at Mile High | 24 de janeiro – Sports Authority Field at Mile High |  |  |  |  |
|  | AFC                               |                                   |                                   |                |                |                                               |                                                     |                                               |                                         |                                         |                                         | 24 de janeiro – Sports Authority Field at Mile High | 24 de janeiro – Sports Authority Field at Mile High | 24 de janeiro – Sports Authority Field at Mile High |  |  |  |  |
|  | 9 de janeiro – Paul Brown Stadium | 9 de janeiro – Paul Brown Stadium | 9 de janeiro – Paul Brown Stadium | 2              | New England    | 18                                            |                                                     |                                               |                                         |                                         |                                         |                                                     |                                                     |                                                     |  |  |  |  |
|  | 9 de janeiro – Paul Brown Stadium | 9 de janeiro – Paul Brown Stadium | 9 de janeiro – Paul Brown Stadium | 2              | New England    | 18                                            | 17 de janeiro – Sports Authority Field at Mile High |                                               |                                         |                                         |                                         |                                                     |                                                     |                                                     |  |  |  |  |
|  | 9 de janeiro – Paul Brown Stadium | 9 de janeiro – Paul Brown Stadium | 9 de janeiro – Paul Brown Stadium |                | 1              | Denver                                        | 20                                                  |                                               |                                         |                                         |                                         |                                                     |                                                     |                                                     |  |  |  |  |
|  | 9 de janeiro – Paul Brown Stadium | 9 de janeiro – Paul Brown Stadium | 9 de janeiro – Paul Brown Stadium |                | 1              | Denver                                        | 20                                                  |                                               |                                         |                                         |                                         |                                                     |                                                     |                                                     |  |  |  |  |
|  | 6                                 | Pittsburgh                        | 18                                | Campeão da AFC | Campeão da AFC | Campeão da AFC                                |                                                     |                                               |                                         |                                         |                                         |                                                     |                                                     |                                                     |  |  |  |  |
|  | 6                                 | Pittsburgh                        | 18                                | Campeão da AFC | Campeão da AFC | Campeão da AFC                                | 6                                                   | Pittsburgh                                    | 16                                      |                                         |                                         |                                                     |                                                     |                                                     |  |  |  |  |
|  | 3                                 | Cincinnati                        | 16                                | Campeão da AFC | Campeão da AFC | Campeão da AFC                                | 6                                                   | Pittsburgh                                    | 16                                      |                                         |                                         |                                                     |                                                     |                                                     |  |  |  |  |
|  | 3                                 | Cincinnati                        | 16                                | Campeão da AFC | Campeão da AFC | Campeão da AFC                                | 1                                                   | Denver                                        | 23                                      |                                         |                                         |                                                     |                                                     |                                                     |  |  |  |  |
|  |                                   |                                   |                                   |                |                |                                               | 1                                                   | Denver                                        | 23                                      |                                         |                                         |                                                     |                                                     |                                                     |  |  |  |  |

## Prêmios

### Individuais
| Prêmio                                | Vencedor       | Posição         | Time                 |
| ------------------------------------- | -------------- | --------------- | -------------------- |
| AP Most Valuable Player (MVP)         | Cam Newton     | Quarterback     | Carolina Panthers    |
| AP Jogador de Ataque do Ano           | Cam Newton     | Quarterback     | Carolina Panthers    |
| AP Jogador de Defesa do Ano           | J. J. Watt     | Defensive end   | Houston Texans       |
| AP Treinador do Ano                   | Ron Rivera     | Treinador       | Carolina Panthers    |
| AP Jogador Novato de Ataque do Ano    | Todd Gurley    | Running back    | St. Louis Rams       |
| AP Jogador Novato de Defesa do Ano    | Marcus Peters  | Cornerback      | Kansas City Chiefs   |
| AP Comeback Player of the Year        | Eric Berry     | Safety          | Kansas City Chiefs   |
| Novato do Ano                         | Jameis Winston | Quarterback     | Tampa Bay Buccaneers |
| Walter Payton NFL Man of the Year     | Anquan Boldin  | Wide receiver   | San Francisco 49ers  |
| PFWA NFL Executivo do Ano             | Mike Maccagnan | General Manager | New York Jets        |
| Super Bowl Most Valuable Player (MVP) | Von Miller     | Linebacker      | Denver Broncos       |

### Time All-Pro
Os seguintes jogadores foram escolhidos como First Team All-Pro pela Associated Press:
| Ataque           | Ataque                                              |
| ---------------- | --------------------------------------------------- |
| Quarterback      | Cam Newton, Carolina                                |
| Running back     | Adrian Peterson, Minnesota Doug Martin, Tampa Bay   |
| Fullback         | Mike Tolbert, Carolina                              |
| Wide receiver    | Antonio Brown, Pittsburgh Julio Jones, Atlanta      |
| Tight end        | Rob Gronkowski, New England                         |
| Offensive tackle | Joe Thomas, Cleveland Andrew Whitworth, Cincinnati  |
| Offensive guard  | Marshal Yanda, Baltimore David DeCastro, Pittsburgh |
| Center           | Ryan Kalil, Carolina                                |

| Defense            | Defense                                                        |
| ------------------ | -------------------------------------------------------------- |
| Defensive end      | J. J. Watt, Houston Khalil Mack, Oakland                       |
| Defensive tackle   | Aaron Donald, St. Louis Geno Atkins, Cincinnati                |
| Outside linebacker | Von Miller, Denver Khalil Mack, Oakland Thomas Davis, Carolina |
| Inside linebacker  | Luke Kuechly, Carolina NaVorro Bowman, San Francisco           |
| Cornerback         | Josh Norman, Carolina Patrick Peterson, Arizona                |
| Safety             | Tyrann Mathieu, Arizona Eric Berry, Kansas City                |

| Placekicker   | Stephen Gostkowski, New England |
| Punter        | Johnny Hekker, St. Louis        |
| Kick returner | Tyler Lockett, Seattle          |

### Jogador da semana/mês
Os seguintes jogadores foram nomeados como os melhores durante a temporada de 2015:
| Semana/ Mês | Ataque Jogador da Semana/Mês  | Ataque Jogador da Semana/Mês | Defensa Jogador da Semana/Mês | Defensa Jogador da Semana/Mês | Time de especialistas Jogador da Semana/Mês | Time de especialistas Jogador da Semana/Mês |
| Semana/ Mês | AFC                           | NFC                          | AFC                           | NFC                           | AFC                                         | NFC                                         |
| ----------- | ----------------------------- | ---------------------------- | ----------------------------- | ----------------------------- | ------------------------------------------- | ------------------------------------------- |
| 1           | Marcus Mariota (Titans)       | Julio Jones (Falcons)        | Aqib Talib (Broncos)          | Aaron Donald (Rams)           | Jarvis Landry (Dolphins)                    | Tavon Austin (Rams)                         |
| 2           | Ben Roethlisberger (Steelers) | Larry Fitzgerald (Cardinals) | Darrelle Revis (Jets)         | Sean Lee (Cowboys)            | Travis Benjamin (Browns)                    | David Johnson (Cardinals)                   |
| 3           | A. J. Green (Bengals)         | Aaron Rodgers (Packers)      | Preston Brown (Bills)         | Tyrann Mathieu (Cardinals)    | Pat McAfee (Colts)                          | Darren Sproles (Eagles)                     |
| Setembro    | Tom Brady (Patriots)          | Julio Jones (Falcons)        | DeMarcus Ware (Broncos)       | Josh Norman (Panthers)        | Stephen Gostkowski (Patriots)               | Tyler Lockett (Seahawks)                    |
| 4           | Philip Rivers (Chargers)      | Drew Brees (Saints)          | T. J. Ward (Broncos)          | Josh Norman (Panthers)        | Justin Tucker (Ravens)                      | Robbie Gould (Bears)                        |
| 5           | Josh McCown (Browns)          | Eli Manning (Giants)         | Mike Adams (Colts)            | Fletcher Cox (Eagles)         | Mike Nugent (Bengals)                       | Bobby Rainey (Buccaneers)                   |
| 6           | DeAndre Hopkins (Texans)      | Calvin Johnson (Lions)       | Cameron Wake (Dolphins)       | Kawann Short (Panthers)       | Chris Boswell (Steelers)                    | Michael Mauti (Saints)                      |
| 7           | Ryan Tannehill (Dolphins)     | Kirk Cousins (Redskins)      | Telvin Smith (Jaguars)        | Michael Bennett (Seahawks)    | Stephen Gostkowski (Patriots)               | Dwayne Harris (Giants)                      |
| Outubro     | Andy Dalton (Bengals)         | Devonta Freeman (Falcons)    | Charles Woodson (Raiders)     | Kawann Short (Panthers)       | Brandon McManus (Broncos)                   | Johnny Hekker (Rams)                        |
| 8           | Tom Brady (Patriots)          | Drew Brees (Saints)          | Derek Wolfe (Broncos)         | Kwon Alexander (Buccaneers)   | Justin Tucker (Ravens)                      | Marcus Sherels (Vikings)                    |
| 9           | Marcus Mariota (Titans)       | Cam Newton (Panthers)        | Darius Butler (Colts)         | Linval Joseph (Vikings)       | Ryan Quigley (Jets)                         | Josh Brown (Giants)                         |
| 10          | Ben Roethlisberger (Steelers) | Kirk Cousins (Redskins)      | Bacarri Rambo (Bills)         | Terence Newman (Vikings)      | Stephen Gostkowski (Patriots)               | Ameer Abdullah (Lions)                      |
| 11          | Brock Osweiler (Broncos)      | Cam Newton (Panthers)        | J. J. Watt (Texans)           | Lavonte David (Buccaneers)    | Dustin Colquitt (Chiefs)                    | Mason Crosby (Packers)                      |
| 12          | C. J. Anderson (Broncos)      | Russell Wilson (Seahawks)    | Leon Hall (Bengals)           | Luke Kuechly (Panthers)       | Will Hill (Ravens)                          | Sam Martin (Lions)                          |
| Novembro    | Antonio Brown (Steelers)      | Adrian Peterson (Vikings)    | J. J. Watt (Texans)           | Tyrann Mathieu (Cardinals)    | Adam Vinatieri (Colts)                      | Graham Gano (Panthers)                      |
| 13          | Brandon Marshall (Jets)       | Cam Newton (Panthers)        | Tyvon Branch (Chiefs)         | Malcolm Jenkins (Eagles)      | Antonio Brown (Steelers)                    | Dan Bailey (Cowboys)                        |
| 14          | Ryan Fitzpatrick (Jets)       | Eli Manning (Giants)         | Khalil Mack (Raiders)         | Aaron Donald (Rams)           | Rashad Greene (Jaguars)                     | Chandler Catanzaro (Cardinals)              |
| 15          | Antonio Brown (Steelers)      | Cam Newton (Panthers)        | Marcus Peters (Chiefs)        | Deone Bucannon (Cardinals)    | Carlos Dunlap (Bengals)                     | Benny Cunningham (Rams)                     |
| 16          | Ryan Fitzpatrick (Jets)       | Julio Jones (Falcons)        | Robert Mathis (Colts)         | Dwight Freeney (Cardinals)    | Marquette King (Raiders)                    | Blair Walsh (Vikings)                       |
| Dezembro    | Antonio Brown (Steelers)      | Kirk Cousins (Redskins)      | Whitney Mercilus (Texans)     | Kawann Short (Panthers)       | Chris Boswell (Steelers)                    | Tyler Lockett (Seahawks)                    |
| 17          | Ronnie Hillman (Broncos)      | Cam Newton (Panthers)        | J. J. Watt (Texans)           | Everson Griffen (Vikings)     | D. J. Alexander (Chiefs)                    | Tyler Lockett (Seahawks)                    |

| Semana | FedEx Air Jogador da Semana (Quarterbacks) | FedEx Ground Jogador da Semana (Running Backs) | Pepsi Next Rookie of the Week | Castrol Edge Performance decisiva |
| ------ | ------------------------------------------ | ---------------------------------------------- | ----------------------------- | --------------------------------- |
| 1      | Philip Rivers (Chargers)                   | Carlos Hyde (49ers)                            | Marcus Mariota (Titans)       | Tony Romo (Cowboys)               |
| 2      | Tom Brady (Patriots)                       | Matt Jones (Redskins)                          | Jameis Winston (Buccaneers)   | Derek Carr (Raiders)              |
| 3      | Aaron Rodgers (Packers)                    | Devonta Freeman (Falcons)                      | Kwon Alexander (Buccaneers)   | Julio Jones (Falcons)             |
| 4      | Philip Rivers (Chargers)                   | Chris Ivory (Jets)                             | Todd Gurley (Rams)            | Kam Chancellor (Seahawks)         |
| 5      | Eli Manning (Giants)                       | Doug Martin (Buccaneers)                       | Jameis Winston (Buccaneers)   | Tyrod Taylor (Bills)              |
| 6      | Philip Rivers (Chargers)                   | Chris Ivory (Jets)                             | Stefon Diggs (Vikings)        | Damarious Randall (Packers)       |
| 7      | Ryan Tannehill (Dolphins)                  | Lamar Miller (Dolphins)                        | Amari Cooper (Raiders)        | Tom Brady (Patriots)              |
| 8      | Drew Brees (Saints)                        | Todd Gurley (Rams)                             | Kwon Alexander (Buccaneers)   | Drew Brees (Saints)               |
| 9      | Marcus Mariota (Titans)                    | DeAngelo Williams (Steelers)                   | Amari Cooper (Raiders)        | Antonio Brown (Steelers)          |
| 10     | Ben Roethlisberger (Steelers)              | Adrian Peterson (Vikings)                      | Mario Edwards, Jr. (Raiders)  | Stephen Gostkowski (Patriots)     |
| 11     | Jameis Winston (Buccaneers)                | Doug Martin (Buccaneers)                       | Jameis Winston (Buccaneers)   | Aaron Rodgers (Packers)           |
| 12     | Russell Wilson (Seahawks)                  | Adrian Peterson (Vikings)                      | Amari Cooper (Raiders)        | Derek Carr (Raiders)              |
| 13     | Ben Roethlisberger (Steelers)              | DeAngelo Williams (Steelers)                   | Thomas Rawls (Seahawks)       | Jameis Winston (Buccaneers)       |
| 14     | Russell Wilson (Seahawks)                  | Eddie Lacy (Packers)                           | Tyler Lockett (Seahawks)      | Khalil Mack (Raiders)             |
| 15     | Ben Roethlisberger (Steelers)              | David Johnson (Cardinals)                      | Amari Cooper (Raiders)        | Antonio Brown (Steelers)          |
| 16     | Drew Brees (Saints)                        | Tim Hightower (Saints)                         | Preston Smith (Redskins)      | Ryan Fitzpatrick (Jets)           |
| 17     | Ryan Tannehill (Dolphins)                  | Rashad Jennings (Giants)                       | Tyler Lockett (Seahawks)      | Peyton Manning (Broncos)          |

| Mês      | Novato do Mês               | Novato do Mês               |
| Mês      | Ataque                      | Defensa                     |
| -------- | --------------------------- | --------------------------- |
| Setembro | Marcus Mariota (Titans)     | Ronald Darby (Bills)        |
| Outubro  | Todd Gurley (Rams)          | Eric Kendricks (Vikings)    |
| Novembro | Jameis Winston (Buccaneers) | Damarious Randall (Packers) |
| Dezembro | David Johnson (Cardinals)   | Marcus Peters (Chiefs)      |